# Чжу Аньмэн
Чжу Аньмэ́н (кит. упр. 朱安猛, пиньинь Zhū Ānměng, 21 ноября 1999 года, Китай) — китайская биатлонистка, член национальной сборной.

## Биография
Впервые на взрослом уровне спортсменка появилась в 16 лет. 3 марта 2016 года Чжу Аньмэн пробежала эстафетную гонку в рамках Чемпионата мира в норвежском Хольменколлене. В рамках этапа Кубка мира биатлонистка дебютировала 19 января 2019 года в эстафете  в немецком Рупольдинге, где китаянки заняли 18-е место.
Первый серьезный успех пришел к биатлонистке в августе 2019 года. Тогда Чжу Аньмэн стала двукратной Чемпионкой мира по Летнему биатлону среди юниоров. Китаянка победила в спринте и в гонке преследования, а в суперспринте она стала второй, уступив только россиянке Валерии Васнецовой.
В сезоне 2019/2020 спортсменка набрала свои первые кубковые очки, финишировав на 38-м месте в спринте на этапе в австрийском Хохфильцене.

## Результаты

### Кубок мира
- 2015-2016 — очков не набирала
- 2018-2019 — очков не набирала